# Временная электронная почта
Временная электронная почта (также её называют одноразовая, анонимная или одноразовый адрес электронной почты от англ. Disposable email address) — временный и полностью анонимный адрес электронной почты, который не требует регистрации и позволяет принимать электронные письма на временный одноразовый e-mail, который самоуничтожается через определенное время.

## Применение
Временный адрес электронной почты нужен, например, для регистрации на сомнительных сайтах. Это особенно полезно для всех ситуаций, в которых ваша конфиденциальность имеет первостепенное значение, то есть форумы, лотереи, обмен мгновенными сообщениями.
Также одноразовые адреса электронной почты часто используются как инструмент для Email-маркетинга или спама.

## Отличия одноразовой от стандартной электронной почты
Разница между одноразовой и обычной электронной почтой заключается в следующем:
- Не требуется регистрация;
- Полная анонимность;
- Личные данные пользователя, адрес, IP-адрес удаляются после удаления ящика;
- Сообщения доставляются мгновенно;
- Адрес электронной почты создается автоматически, поэтому не нужно вручную выбирать бесплатное имя хоста.